# Hull-noten
Udkast til foreslået grundlag for aftale mellem De forenede Stater og Japan, i reglen omtalt som Hull noten, var det sidste forslag, som blev afleveret til Kejserriget Japan af USA inden angrebet på Pearl Harbor. Noten blev afleveret den 26. november 1941 og er opkaldt efter den amerikanske udenrigsminister Cordell Hull.

## Baggrund
USA var modstander af den 2. kinesisk-japanske krig og japanske troppers besættelse af en del af Kina. Som protest sendte USA støtte til den nationalistiske regering under Chiang Kai-shek, indefrøs japanske aktiver i USA og gennemførte en olie embargo mod Japan.
Den 5. november 1941 godkendte kejser Hirohito planen om et angreb på Pearl Harbor. Samtidig gjorde hans regering en sidste indsats for at nå en diplomatisk løsning på deres uenigheder med USA. Ambassadør Kichisaburō Nomura fremsatte to forslag til den amerikanske regering.
Det første, forslag A, fremlagde han den 6. november. Det gik ud på at afslutte den kinesisk-japanske krig med en delvis tilbagetrækning af japanske tropper. Amerikanske efterretningstjenester havde dekrypteret nogle af Japans diplomatiske koder, så de vidste, at der var et andet opfølgende forslag, hvis forslag A blev afvist. USA svarede henholdende og derpå afviste de forslag A den 14. november 1941.
Den 20. november 1941 fremlagde Nomura forslag B, som foreslog, at Japan stoppede yderligere militære aktiviteter til gengæld for en million gallons (3,800 m³) flybenzin fra USA. USA skulle til at fremsætte et modforslag til denne plan, som omfattede en månedlig forsyning af olie til civilt brug, men præsident Franklin D. Roosevelt modtog en lækket oplysning om Japans krigsplaner og nyheden om at japanske troppeskibe var på vej mod Indokina. Han vurderede, at japanerne ikke forhandlede for alvor og gav udenrigsminister Hull besked på at opgive modforslaget.

## Noten
Den 26. november 1941 gav Hull den japanske ambassadør "Hull noten", der som en af betingelserne krævede fuldstændig tilbagetrækning af alle japanske tropper fra Fransk Indokina og Kina. Den omtalte ikke Manchukuo, hvor tusinder af japanske civile allerede var bosat. Den japanske premierminister Tojo Hideki sagde til sin regering: "Dette er et ultimatum".
Angrebsstyrken, som angreb Pearl Harbor, var afsejlet dagen i forvejen om morgenen den 26. november 1941 japansk tid. Den kunne være blevet kaldt tilbage undervejs, men ingen yderligere diplomatiske fremskridt blev gjort, og den 1. december godkendte kejser Hirohito krigen mod USA, Storbritannien og Holland, der begyndte med angrebet på Pearl Harbor, Malaysia og Filippinerne.
Nogle moderne japanske kommentatorer siger, at noten var udformet til at tvinge Japan i krig, og hævder således, at Japan ikke var den angribende nation i Stillehavskrigen. Toshio Tamogami, som var Japans forsvarschef, blev i 2008 afskediget af den japanske regering for at indtage denne holdning.

## Eksterne kilder
- Den fulde tekst til Hull noten Arkiveret 19. februar 2014 hos  Wayback Machine